# سد فوجیتا تامیکه
فوجیتا تامیکه (به انگلیسی: Fujita Tameike) یک سد خاکی است که در استان یاماگاتا در ژاپن واقع شده‌است. از این سد برای کاربری در آبیاری استفاده می‌شود. این سد در زمان پر شدن حدود ۳ هکتار زمین را آبگیری می‌کند و می‌تواند ۱۶۳ هزار متر مکعب آب را در خود ذخیره کند. ساخت این سد در سال ۲۰۰۳ به پایان رسید.